# Ciurești (okręg Ardżesz)
Ciurești – wieś w Rumunii, w okręgu Ardżesz, w gminie Vedea. W 2011 roku liczyła 215 mieszkańców.